# Ingrid Coronado
Ingrid Coronado Fritz (Ciudad de México, 12 de julio de 1974) es una expresentadora de televisión, actriz, cantante y compositora mexicana. Ha lanzado 3 libros, "Simón y el sauce llorón" en 2019 por Editorial Urano, "Mujerón" en 2022 por Editorial Grijalbo y "Pregúntale al oráculo" en 2024 a lado de Tamara Vargas de parte de VR Editoras.
Conocida por ser presentadora de diferentes programas matutinos como Tempranito, Venga la alegría, Hoy y Sale el sol.

## Biografía
Desde niña aprendió canto, ballet, piano y lecciones de actuación. Más tarde, desarrolló su carrera artística como cantante y presentadora de televisión. 
Participó como vocalista de respaldo en grabaciones para Timbiriche, TVO, Chabelo, Denisse de Kalafe, entre otros. También actuó como anfitriona en festivales en Acapulco, Guerrero, y en los Estados Unidos en el show de Univision, llamado "Control". 
Una gran oportunidad llegó en 1994, cuando se unió al grupo de Garibaldi en sustitución de Patricia Manterola. Durante ese tiempo, Ingrid se involucró en una relación con Charly López y con él tuvo a su primer hijo, Emiliano. Se separaron en el año 2004. 
Luego, en 1999 se incorporó al programa matutino Tempranito para TV Azteca, conducido por Anette Michel y Alan Tacher, para la sección de espectáculos. Ella comenzó a adquirir más espacios dentro del programa hasta que se convirtió en uno de los principales anfitriones, donde tiempo después compartiría conducción con Daniel Bisogno. 
Más tarde, en 2002 se convirtió en la presentadora del programa de concursos Sexos en guerra, junto con Fernando del Solar, donde tuvo la oportunidad de explotar su talento al máximo.
En 2006 inicia el programa matutino Venga la alegría, a lado de los presentadores Fernando del Solar, Francisco de la O y Sergio Sepúlveda.
Fue presentadora de los realitys La Academia en las generaciones 7, 8 y 10 (en la temporada 9 reemplazó a Bibi Gaytán en los 2 últimos programas, después de que fuera despedida), La Academia Kids y Soy tu doble en la edición uno.
En 2014 regresa a Venga la alegría en sustitución de Raquel Bigorra. En diciembre del año 2018 se despide del matutino, ocupando su lugar la presentadora Anette Cuburu.
En 2020 incursiona en la radio con la emisión Ingrid y Tamara en MVS Radio, durante el mismo periodo participa en la serie Alma de ángel para Televisa.
En 2022, en una entrevista con Yordi Rosado, Coronado confesó algunos detalles de su relación con Fernando del Solar, como la que fue el propio conductor quien la culpó por padecer de cáncer, y que él fue quien le pidió el divorcio.
En el mes de mayo de 2024 regresa a la televisión con el matutino Sale el sol en Imagen Televisión. Se desintegra en diciembre del mismo año.

## Vida personal
El 13 de mayo de 2008, Ingrid anunció su compromiso con el actor argentino Fernando del Solar. La relación fue confirmada por la pareja durante la transmisión en vivo de Venga la alegría, donde además se confirmó que estaba embarazada del presentador, mantuvo dos hijos con él. 
Durante el mes de abril de 2015 anuncia su separación de Fernando del Solar en una emisión del programa Ventaneando.A raíz del fallecimiento del conductor, Coronado lamentó que el testamento de su expareja haya dejado desprotegidos a los hijos de ambos.

## Trayectoria

### Televisión
- Tempranito (1999-2005)
- Sexos en guerra (2002-2005)
- Lo que callamos las mujeres (2005)
- Venga la alegría (2006-2008, 2010, 2015-2018)
- La niñera (2007)
- La Nueva Academia (2009)
- La Academia Bicentenario (2010)
- Reina por un día (2011)
- La Academia 2011 (2011, sólo en los últimos 2 conciertos, después del despido de Bibi Gaytán)
- Soy tu doble (2012)
- La Academia 10 Años (2012)
- La Academia Kids (2013-2014)
- Historias engarzadas (2013, 2016)
- Educando a Nina (2018)
- Hoy (2019) - Conductora invitada
- Alma de ángel (2019)
- Todos a bailar (2021-2022)
- Sale el sol (2024)